# Anisognathus notabilis
Anisognathus notabilis е вид птица от семейство Тангарови (Thraupidae).

## Разпространение
Видът е разпространен в Еквадор и Колумбия.